# Ирано-израильский конфликт (2024)
Ирано-израильский конфликт — прямое столкновение вооружённых сил двух стран, начавшееся 1 апреля 2024 года, когда Израиль нанёс авиаудар по иранскому консульству в Дамаске. 13 апреля 2024 года Иран в Оманском заливе захватил контейнеровоз, зафрахтованный компанией, принадлежащей израильскому бизнесмену Эялю Оферу. Затем в ночь с 13 на 14 апреля Иран нанёс удар по территории Израиля.
В 2025 году боевые действия обрели полномасштабный характер.
Аналитики говорят, что апрельские удары Израиля были ограниченными и свидетельствовали о желании деэскалации.

## Предыстория
После Исламской революции в Иране Иран занял резко враждебную позицию по отношению к Израилю, разорвал с ним дипломатические отношения и начал прокси-войну, поскольку Иран поддерживал ливанских шиитов и палестинских боевиков во время Ливанской войны 1982 года. Иран начал набирать силу и влияние среди других стран и группировок. Конфликт обострился из-за попыток Израиля остановить иранскую ядерную программу и конфронтации во время гражданской войны в Сирии.
7 октября 2023 года террористы Хамаса, на протяжении многих лет финансово и информационно поддерживаемые Ираном и Катаром, совершили нападение на юг Израиля из сектора Газа, в ходе которого были убиты 1200 человек (включая сотни участников музыкального фестиваля), ещё 242 были взяты в заложники. Помимо массовых убийств граждан Израиля, имели место множественные случаи сексуального насилия. Нападение стало крупнейшим массовым убийством евреев со времён Холокоста и крупнейшим в истории актом палестинского терроризма. В ответ Израиль начал войну с ХАМАС, в ходе которой, по данным администрации сектора Газа, управляемой ХАМАС, погибло более 33 000 жителей сектора.
Израиль также вступил в столкновения с иранской террористической прокси-группой «Хезболла» в Ливане. После нападения Израиль стал чаще атаковать иранские и прокси-войска в Сирии в качестве возмездия. В последующие месяцы опасения региональной войны возросли.

## Апрельские обмены ударами
1 апреля было разбомблено иранское посольство в Дамаске, это действие было приписано Израилю. В результате нападения погибли 16 человек, в том числе несколько иранских офицеров и боевиков. В частности, в результате авиаудара был убит Мохаммад Реза Захеди, командующий силами «Кудс». Иранские официальные лица, находившиеся в здании, предположительно встречались с лидерами палестинских боевиков во время нападения.
Иран пообещал ответить, и западные источники предполагали, что он нападёт непосредственно на территорию Израиля. Израиль начал подготовку за несколько дней до нападения, эвакуируя израильские посольства и блокируя сигналы GPS на случай воздушной бомбардировки. Франция развернула свой военно-морской флот для защиты Израиля.
13 апреля 2024 года Иран совершил захват контейнеровоза MSC Aries, принадлежащего Gortal Shipping и зафрахтованного компанией Mediterranean Shipping Company (MSC). Gortal Shipping аффилирована с Zodiac Maritime и частично принадлежит израильскому бизнесмену Эялю Оферу. Корабль захватил отряд иранского спецназа в Ормузском проливе в международных водах у побережья ОАЭ. Впоследствии его транспортировали в Иран. США и Израиль назвали эту акцию международным пиратством, Германия и Португалия жёстко осудили действия Ирана. После инцидента Израиль призвал Европейский Союз ввести санкции в отношении КСИР.
Рано утром 13 апреля «Хезболла» атаковала южный Израиль примерно 40 ракетами. Израиль ответил бомбардировкой завода по производству оружия «Хезболлы» в Ливане. Позже Иран и его прокси атаковали Израиль, применив около 170 беспилотников и более 120 баллистических ракет. Хуситы, Исламское сопротивление в Ираке и неустановленные доверенные лица в Сирии также совершили нападения на Израиль под иранским командованием. США, Великобритания и Иордания перехватили более 100 иранских дронов. Дроны и ракеты в конечном итоге были сбиты над различными городами. Израиль заявил о незначительных повреждениях двух авиабаз Нетавим и Рамон. 33 мирных жителя обратились за медицинской помощью.
США заявили, что не будут участвовать в ответном ударе по Ирану. Иран пригрозил, что, если Израиль примет ответные меры, прямо или косвенно, он нанесёт ещё более сильный удар. Израиль заявил, что атака требует ответа.
19 апреля 2024 года в 5:23 утра Израиль нанёс удар тремя ракетами по нескольким объектам в Иране в ответ на нападение на свою территорию ранее в апреле. Разрывы были особенно громко слышны в городе Кахджаварестан, вблизи от Исфахана. Город примыкает к ядерным заводам в Нетенз, международному аэропорту Исфахана Шахида Бехешти и 8-й базе ВВС Шекхари. Государственные СМИ Ирана сообщили, что все израильские беспилотники над регионом были сбиты иранскими силами ПВО. Между тем, пассажирские самолёты над западным Ираном начали менять свои маршруты, по меньшей мере 8 авиарейсов были перенаправлены.
Этой же ночью взрывы были слышны и к югу от Багдада. Найденные позже обломки израильской баллистической ракеты свидетельствуют о том, что атака на Иран была проведена из воздушного пространства Ирака.
Кроме того, 19 апреля израильской авиацией были повреждены радары сирийских ВВС в южных провинциях Сувейда и Дераа.

## Октябрьские обмены ударами
Следующий удар Ирана по Израилю был нанесён вечером 1 октября 2024 года. В ходе удара были использованы около 200 баллистических ракет, атаковавших цели по всей территории Израиля.
Ответный удар Израиля последовал 26 октября 2024 года. Целями крупного авианалета были предприятия по производству ракет и ракетные комплексы класса "земля - воздух". Среди прочего, под обстрел попали несколько военных баз в районе Тегерана и командный пункт КСИР. Погибли четверо иранских военнослужащих. Израиль отчитался об уничтожении иранской ПВО, Иран заявил о минимальном ущербе.

## Военные действия в 2025 году
После выхода США в 2018 году из Совместного всеобъемлющего плана действий (СВПД) предпринимались попытки возобновить переговоры. Международное сообщество выразило озабоченность относительно характера ядерной программы Ирана. Иран настаивает на исключительно мирном характере своей ядерной программы, в то время как Израиль рассматривает возможность создания Ираном ядерного оружия как неприемлемую угрозу. 12 июня 2025 года Международное агентство по атомной энергии (МАГАТЭ) заявило, что Иран не выполняет в полной мере свои обязательства по Договору о нераспространении ядерного оружия (ДНЯО) и соглашения о гарантиях с МАГАТЭ.
13 июня 2025 года Израиль объявил о начале превентивной атаки на Иран, нацеленной на иранские ядерные объекты и военную инфраструктуру. Одновременно в ходе точечных операций был убит ряд высокопоставленных иранских военных, чиновников и специалистов по ядерным разработкам. За два месяца до атаки президент США Дональд Трамп в ультимативной форме дал Ирану 60 дней на «заключение сделки» по отказу от ядерной программы. Израильская операция «Народ как лев» началась на 61-й день ультиматума.
Иранский Корпус стражей исламской революции начал против Израиля ответную операцию «Правдивое обещание 3», пообещав нанести удары по его военным объектам. Власти Ирана заявили, что нападение Израиля доказывает необходимость развития их ракетно-ядерной программы.